# Wyrbica (obwód Wraca)
Wyrbica (bułg. Върбица) – wieś w Bułgarii, w obwodzie Wraca, w gminie Wraca. W 2024 roku liczyła 428 mieszkańców.